# Vagharsjapat
Vagharsjapat (armensk: Վաղարշապատը, tr. Vaġaršapat, det officielle navn) eller Ejmiatsin (armensk: Էջմիածին, tr. Ēǰmiaçin, det religiøse og mest benyttede navn) er Armeniens fjerde største by med 57.500 (2010) indbyggere. Den ligger ca. 20 km vest for Jerevan og 10 km nord for den tyrkiske grænse. Den er sæde for alle armeneres øverste patriark og katholikos, som er det åndelige overhoved for Den Armenske Apostolske Kirke. 
Byen var hovedstad i kongeriget Armenien fra omkring 120 til 330 e.Kr. Den har været sæde for armenernes katholikos fra 301 til 485 og igen fra 1441.
Byen har tre meget berømte kirker: Ejmiatsin Katedralen, St. Gayane og St. Hripsime, og to mindre berømte kirker: Shoghakat og Guds Moders kirke.

## Eksterne kilder
- Vagharsjapats officielle hjemmeside
- Ejmiatsin på Armenica.org